# Bishnupur (huyện)
Huyện Bishnupur là một huyện thuộc bang Manipur, Ấn Độ. Thủ phủ huyện Bishnupur đóng ở Bishnupur. Huyện Bishnupur có diện tích 496 ki lô mét vuông. Đến thời điểm năm 2001, huyện Bishnupur có dân số 205907 người.